# Fulvio Ballabio
Fulvio Maria Ballabio (Milano, 8 ottobre 1954) è un ex pilota automobilistico, imprenditore e ingegnere italiano, fondatore della casa automobilistica Monte Carlo Automobile.
Durante la sua carriera nel mondo delle corse automobilistiche gareggiò nella Champ Car, prendendo parte a sei gare, in Formula 2, disputando la stagione 1983, e in competizioni a ruote coperte.
Nel 1989 partecipò alla progettazione della Montecarlo GTB Centenaire, tuttora unica vettura prodotta da una casa di Monaco. In origine dovevano esserne realizzati cento esemplari, ma nei fatti, ne furono prodotti soltanto cinque.

## Carriera
Figlio dell'ingegnere ed ex pilota Giuseppe Ballabio, sviluppò la passione dei motori fin da giovane, disputando le sue prime corse nei rally.
Passato successivamente alle ruote coperte, nel 1981 prese parte al campionato italiano di Formula 3, pur senza eccellere. L'anno seguente si classificò terzo nel campionato italiano di Formula 2000 e nel 1983 fece il suo debutto in Formula 2, alla guida di una AGS, con cui ottenne tre punti, frutto di un quinto ed un sesto posto.
Tentò quindi il passaggio in Formula 1 per il 1984. Prese accordi con la Mondadori e la Walt Disney Company che gli garantirono la sponsorizzazione necessaria per poter correre con la Spirit (a tal proposito, Ballabio appare nella storia "Zio Paperone e l'avventura in Formula 1", uscita in due parti sul settimanale Topolino proprio nel 1984. Nel fumetto appare parodiato, come tutti gli altri piloti, come Fulvio Maria Palladio, che si occupa di fare da coach a Paperino, intento ad iniziare la sua carriera in F1). Inizialmente, nei programmi della scuderia, avrebbe dovuto far coppia con Emerson Fittipaldi, ma la mancanza di risultati impedirono alla FIA di poter rilasciare la superlicenza (necessaria per competere nella massima serie); nonostante il pilota si presentasse dotato di sponsor, quindi, non fu autorizzato e venne sostituito da Mauro Baldi. La CSAI, dopo aver inizialmente rifiutato di appoggiare la richiesta alla FISA per la concessione a Ballabio della superlicenza, decise di inoltrare la richiesta, ma la FISA gliela negò, non sussistendone i requisiti.
Negli anni seguenti si dedicò quindi alla Champ Car, in cui corse sporadicamente, e alle corse a ruote coperte, ottenendo anche un quinto posto alla 24 Ore di Le Mans del 1986, ma soprattutto alla motonautica off-shore, in cui ottenne lusinghieri risultati. Negli anni novanta partecipò, invece, a gare con vetture a ruote coperte.